# Port Bannatyne
Port Bannatyne est un village côtier dans l'Argyll and Bute, en Écosse. Situé sur l'île de Bute et sur la rive du Firth of Clyde, le village abrite de nombreux bateaux à vapeur dans son port. Port Bannatyne s'est développé dans les années 1900 comme une alternative plus calme à Rothesay.